# Президентские выборы в Финляндии (1937)
Президентские выборы в Финляндии в 1937 проходили 15 и 16 января. В соответствии с тогдашней Конституцией Финляндии президент избирался коллегией из 300 выборщиков. Победу во втором туре одержал кандидат от партии Финляндский центр К.Каллио, основным конкурентом которого был предыдущий президент П. Э. Свинхувуд.

## Результаты голосования коллегии выборщиков
| Кандидат                                   | Партия                                                            | 1 тур | 2 тур |
| ------------------------------------------ | ----------------------------------------------------------------- | ----- | ----- |
| К.Каллио                                   | Финляндский центр                                                 | 56    | 177   |
| П. Э. Свинхувуд                            | Национальная коалиция (партия) и Патриотическое народное движение | 94    | 104   |
| К. Ю. Стольберг                            | Национальная прогрессивная партия                                 | 150   | 19    |
| Источник: Управление Президента Республики |                                                                   |       |       |